# کتابخانه اوقاف
کتابخانه اوقاف (عربی: مكتبة الأوقاف) یا کتابخانه مرکزی اوقاف کتابخانه‌ای است که در الوزیریه در بغداد واقع شده‌است.

## تاریخچه
این کتابخانه را وزیر اوقاف الشیخ محمد امین عالی بن عبدالله صفاءالدین بن عبدالواحد الکبیر آل باش اعیان العباسی در سال ۱۹۲۸ در دوره‌ای که وزارت در دست نیروهای نظامی بود بنیانگذاری کرد. محمد اسعد طلس دست نوشته‌ها (نوشته‌های دستی) این کتابخانه را در دهه ۵۰ قرن بیستم فهرست‌بندی کرد، بعد از وی دکتر عبدالله بن احمد الجبوری دست نوشته‌ها و کتاب‌های این کتابخانه را در ۴ جلد فهرست‌بندی کرد، علاوه براین یک کتاب در رابطه با دست نوشته‌های کمیاب و گرانبهای این کتابخانه تألیف و گردآوری نمود. از کسان دیگری که در این رابطه کار کردند می‌توان از پژوهشگر و کاوشگر جاسم الجبوری نام برد که یک فهرست از مجموعه دست نوشته‌های این کتابخانه را تنظیم نمود.

## اسناد و کتابهای خطی
اسناد و کتابهای خطی این کتابخانه از تعدادی از تکیه‌ها و مدرسه‌ها و دانشگاه‌های بغداد گردآوردی شده‌است که شامل اماکن زیر می‌باشد:
- انبار (کتابخانه) کتاب مدرسه نائله خاتون
- انبار (کتابخانه) دانشگاه الکهیا
- انبار کتاب (کتابخانه) مدرسه سلیمانیه
- انبار کتاب (کتابخانه) مدرسه المرجانیه
- انبار کتاب (کتابخانه) مدرسه الحیدر خانه
- انبار کتاب (کتابخانه) مسجد الباجه چی
- انبار کتاب (کتابخانه) مسجد رواس
- انبار کتاب (کتابخانه) مسجد الامام الاعظم[۲]